# Cerdistus lautus
Cerdistus lautus är en tvåvingeart som först beskrevs av White 1918.  Cerdistus lautus ingår i släktet Cerdistus och familjen rovflugor. Inga underarter finns listade i Catalogue of Life.